# عثمان جنيح
عثمان جنيّح (ولد في 29 سبتمبر 1949)، لاعب كرة قدم سابق ومسيّر رياضي تونسي ترأس النجم الرياضي الساحلي بين 1993 و2006.
برز عثمان جنيح كلاعب في صفوف النجم الرياضي الساحلي ثم المنتخب التونسي وقد فاز بلقب احسن هداف في البطولة التونسية موسم 1969-1970 والحذاء الذهبي كاحسن لاعب كرة قدم تونسي في نفس الموسم.
وفي سنة 1993 أصبح عثمان جنيح رئيسا للنجم الساحلي خلفا لحمادي المستيري. فاز الفريق أثناء توليه الرئاسة بكأس تونس عام 1996 والبطولة عام 1997، كما تمكن من الظفر بما لا يقل عن 6 ألقاب إفريقية. غادر الفريق في 2006 ليخلفه معز ادريس.
وفي سبتمبر 2007 عين كأحد أعضاء اللجنة الإستراتجية للفيفا وبقي في منصبه إلى عام 2009. على المستوى المهني يتولى جنيّح إدارة شركة سوناديس التي تنشط في التجارة العامة كما يملك مصنعا مختصا في صناعة مواد البناء يقع في منطقة حمّام سوسة. متأهل من السيدة عائشة إدريس ابنة أمحمد إدريس أحد أهم ممولي جمعية النجم.
وفي يوليو 2022 عين كرئيس للهيئة التسييرية للنجم الرياضي الساحلي خلفا لماهر القروي. فاز الفريق أثناء توليه الرئاسة بالبطولة عام 2023.